# Nakhon Nayok (stad)
Nakhon Nayok (Thais: นครนายก) is een stad in Centraal-Thailand. Chainat is hoofdstad van de provincie Nakhon Nayok en het district Nakhon Nayok. De stad telde in 2000 bij de volkstelling 19.504 inwoners en ligt aan de rivier de Menam (Chao Phraya).

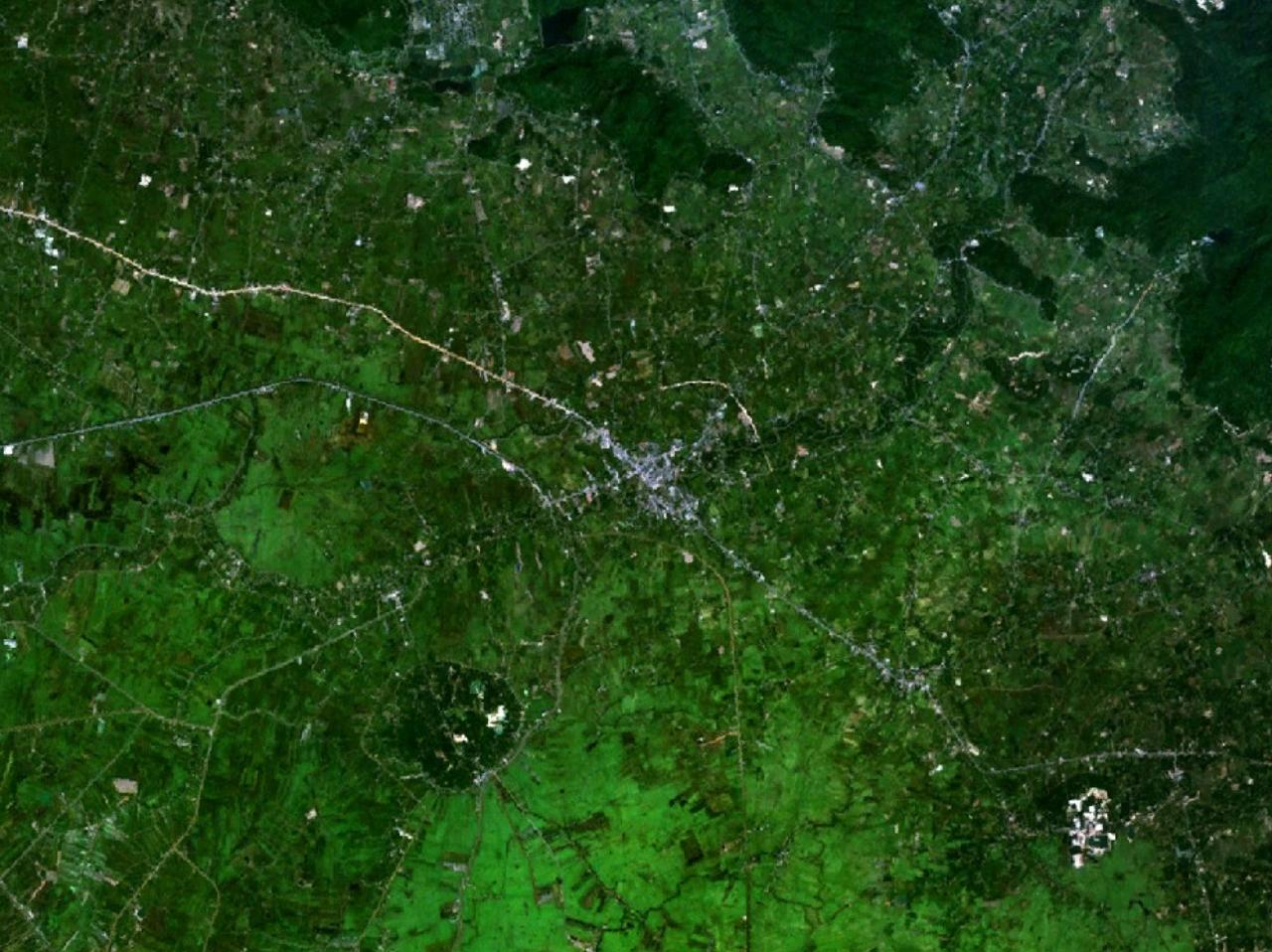
Satellietfoto van Nakhon Nayok en omgeving